# Nanula
Nanula is een geslacht van weekdieren uit de klasse van de Gastropoda (slakken).

## Soorten
- Nanula flindersi Cotton & Godfrey, 1935
- Nanula galbina (Hedley & May, 1908)
- Nanula tasmanica (Petterd, 1879)